# Calophasia biroi
Calophasia biroi là một loài bướm đêm trong họ Noctuidae.